# 8235 Fragonard
A 8235 Fragonard (ideiglenes jelöléssel 2096 P-L) a Naprendszer kisbolygóövében található aszteroida. Cornelis Johannes van Houten, Ingrid van Houten-Groeneveld és Tom Gehrels fedezte fel 1960. szeptember 24-én.